# Живот је леп (филм из 1985)
Живот је леп је југословенски драмски филм из 1985. године у режији Боре Драшковића, који је са својом женом, Мајом Драшковић, адаптирао сценарио према новели Насиље Александра Тишме.
Високо симболична радња филма прати међуљудске односе путника воза који су, услед побуда маничног машиновође, приморани да стану на непланираном месту и бивају заглављени у кафани поред пруге. Живот је леп припада тематском циклусу филмова о насиљу Боре Драшковића којем између осталог припадају и Хороскоп, Усијање и Кухиња.
Филм је настао као ко-продукција новосадског Неопланта филма и београдског Унион филма. Живот је леп је био последњи дугометражни филм настао у продукцији филмског предузећа Неопланта филма пре његовог затварања.

## Радња
Локални воз се зауставља у непрописано време, на непрописаном месту и путници су приморани да проведу један дан у кафани уз пругу. То је прилика да се представе различите личности - свирачи, салашари, намерници из града, интелектуалци, хмељари, у тој кафани препуној музике, испољавају своју праву природу. Кафана постаје свет, а савремена љубавна прича претвара се у параболу о главним људским тежњама.
Ту су сезонци, силеџије, пензионери, домаћице, даме сумњивог морала, музиканти... Али и локални политиканти и моћници, који ситуацију својим поступцима доводе до усијања, што на крају кулминира трагедијом.

## Улоге

### Главне улоге
- Раде Шербеџија — Хармоникаш Вита
- Соња Савић — Певачица Ана
- Драган Николић — Силеџија Гара[4]

### Споредне улоге
- Павле Вуисић — Газда кафане Крушчић
- Љубиша Самарџић — Келнер Валентино „Тровач”
- Предраг Лаковић — Машиновођа
- Иван Бекјарев — Гитариста
- Тихомир Плескоњић — Трубач „Прашњави”
- Милан Пузић — Господин
- Милан Ерак — Силеџијин друг
- Стеван Гардиновачки — Радник у кафани
- Снежана Савић — Конобарица
- Велимир Бата Живојиновић — Човек из власти
- Љиљана Јанковић — Куварица
- Драгомир Бојанић Гидра — Камионџија
- Миливоје Мића Томић — Продавац пауна
- Мирјана Карановић — Стоперка
- Светислав Гонцић — Лажов
- Предраг Милинковић — Путник са кофером
- Лидија Стевановић — Црвенокоса путница
- Маринко Шебез — Купац фазана

На филму су такође учествовали у мањим улогама: Илија Башић, Тома Јовановић, Ратко Радивојевић, Давид Тасић, Марија Опшеница, Владимир Амиџић, Геза Копуновић, Миодраг Крстић, Ђорђе Русић, Живорад Илић и Милојко Топаловић.

## Занимљивости
- Радни назив филма је био „Насиље“, а затим „Није тренутак“, да би га на крају назвали Живот је леп.
- Песме је отпевала певачица Беби Дол.
- У последњој сцени филма појављује се исечак из документарног филма, Похвала Исланду из 1973. У том исечку се виде ловци на китове на Гренланду, како је Боро Драшковић рекао у једном од својих интервјуа.

## Критика и пријем
Живот је леп је био критички и комерцијални успех након његове премијере на тридесет и петом годишњем издању Филмског фестивала у Пули.
Критичар Небојша Ђукелић је у својој рецензији филма за недељник НИН, написао да Живот је леп „несумњиво припада врху овогодишње [1985.] југословенске продукције” али да филм није без својих мана које „проистичу из основне концепције остваривања »драматичне метафоричности«.” Петар Волк је описао филм као: „најзначајније филмско остварење српског филма у 1985. години.” У интервјуу за недељник Време, филмски и књижевни критичар Милан Влајчић описује Живот је леп као „један од најбољих филмова у српској кинематографији” и даље говори: „Тај филм је метафора онога што нам се дешава. Те године кад је снимљен филм почело је свеопште расуло. Бора Драшковић је наслутио нешто страшно.”

## Награде
Листа значајнијих награда које је филм освојио или за које је био номинован:
| Награда                                              | Категорија                                              | Номинован                     | Резултат   |
| ---------------------------------------------------- | ------------------------------------------------------- | ----------------------------- | ---------- |
| Награде Филмског фестивала у Пули                    | Златна арена за камеру                                  | Божидар Николић               | Освојено   |
| Награде Филмског фестивала у Пули                    | Награда Златни гладијатор                               | Боро Драшковић                | Освојено   |
| Награде фестивала — „Филмски сусрети”                | Награда за епизодну мушку улогу                         | Предраг Лаковић               | Освојено   |
| Награде Фестивала филмског сценарија у Врњачкој Бањи | Друга награда за сценарио                               | Боро Драшковић Маја Драшковић | Освојено   |
| Награде Филмског фестивала у Венецији                | Специјална номинација за Волпи пехар за најбољу глумицу | Соња Савић                    | Номинација |

### Остали успеси
Југословенска кинотека је, у складу са својим овлашћењима на основу Закона о културним добрима, 28. децембра 2016. године прогласила сто српских играних филмова (из периодс од 1911 до 1999) за културно добро од великог значаја. На тој листи се налази и филм Живот је леп.